# Berci
Berci egy svéd kisgyermekeknek szóló képregényfigura Rune Andréasson tollából. Svéd neve Bamse. A képregény eredeti címe Bamse – Världens starkaste björn, vagyis „Bamse – A világ legerősebb medvéje”. Magyarországon Berci, az erőművész és barátai volt a címe. Eredetileg 1966-ban jelent meg hazájában, 1973-tól lett saját kiadványa, azóta is jelennek meg külföldön kiadványok, bár Andréasson 1999-ben elhunyt rákban; itthon csak 10 szám jelent meg 1988-ban. 
Berci kedves mackófigura, akinek kedvenc eledele a muszkliméz, amiből ha eszik, hirtelen nagy erőre tesz szert. Ugyanakkor elutasítja az erőszakot, úgyhogy csak jó célra használja az erejét. Ezért mindig van nála egy kis tubus nagyanyó által főzött muszkliméz, hogyha ő vagy barátai bajba kerülnének, tudjon segíteni. Rengeteg barátja van: Ugrifüles, Eszenagy, Bundi, Cincogó, Micu, Fanti. 
- Ugrifüles egy kissé önbizalomhiányos nyúl, akinek viszont helyén van a szíve.
- Eszenagy egy bölcs, nagytudású teknős, akinek mindig nagyszerű ötletei és különböző találmányai vannak. Berciék tőle szoktak tanácsot kérni.
- Bundi – néha Vakkantó – egy kis barna kutya, aki szintén gyakran keveredik kalamajkába.
- Tapsi egy nyúllány, aki később Ugrifüles barátnője lesz.
- Micu egy kis fekete-fehér macska.
- Fanti egy öntudatos és néha kissé goromba elefánt, neki külön kalandjai vannak. Fanti azt hiszi magáról, hogy kiválóan tud trombitálni, de az igazságot senki nem meri neki megmondani, mert megsértődik.
- Cincogó egy kisegér, aki Fanti és Micu mellett is feltűnik.
- Nagyanyó idősebb medveasszony, ő főzi a muszklimézet. Berci és barátai gyakran segítenek neki.
- Balambér egy borz, zöld sapkát és nadrágot visel.
- Ravaszdi egy vörös rókalány, sárga ruhát visel fekete pöttyökkel.

A kiadványokban egy „Brummelisa” nevű medvelány is feltűnt, aki később Berci párja lett, de a magyarul megjelent számokban nem szerepelt.
Berciéknek ellenfeleik is akadnak, a leggyakoribbak:
- Telizseb egy gazdag, kapzsi egér, aki mindig monoklival, sétapálcával, frakkban és cilinderrel látható, mintegy a „nagytőkés” karikatúrájaként. Gyakran luxusautójával közlekedik. Állandóan a még nagyobb megszerezhető vagyon érdekli, aminek érdekében tisztességtelen eszközöket is bevet. Ezek kivitelezésével más egereket vagy egyéb gazfickókat bíz meg, mint Torzonborz unokatestvéreit.
- Torzonborz egy fekete farkas, bár hajlandó kétes dolgokra Berciékkel szemben, Berci pozitív hatására rendesebbé válik. Az unokatestvérei, akik kék szőrű farkasok viszont továbbra is minden galádságra kaphatók.
- Karcsi és Sanyi két svihák, akik szintén mindenféle sumákságra hajlandók.
- Ficsúr egy beképzelt, vörös orrú varázsló, aki Fantit szokta bosszantani; leginkább egy rossz kisgyerekre hasonlít. Többször van vele Medvecukor-manó, egy magas, koromfekete emberszerű figura, aki nem túl eszes.

Berci kalandjai egytől egyig tanulságosak és közel állnak a klasszikus mesékhez. Berci egyik kalandjában például ugyanúgy kerülik ki a tuskóembereket, mint ahogyan Odüsszeusz tette Polüphémosszal: amikor elébük áll a behemót, Eszenagy tanácsára Senki néven mutatkozik be, majd odacsap a tuskóembernek, aki segítségért kezd kiabálni, s mikor elmondja, hogy Senki (sem) bántotta, a bátyja megdorgálja. 
Aranyos, mindenkor szerethető figurák ezek. Bundi, Cincogi és Micu kutya-egér-macska triója jellegzetesen naiv ahhoz, hogy egymás legjobb barátai legyenek. 
A képregény Magyarországon akkor jelent meg, mikor a Góliát és a Bobo már két éve, 1986 óta futottak. A hasonló szellemiségű, főként kisiskolás korú gyermekeknek szóló képregény példányszámban elmaradt, ezért meg is szűnt, dacára, hogy a 10. szám végén már beígérték a 11. szám megjelenését is, mivel több folytatásos történet is volt. 

## Fordítás
Ez a szócikk részben vagy egészben  a   Bamse című angol Wikipédia-szócikk fordításán alapul.  Az eredeti cikk szerkesztőit annak laptörténete sorolja fel. Ez a jelzés csupán a megfogalmazás eredetét és a szerzői jogokat jelzi, nem szolgál a cikkben szereplő információk forrásmegjelöléseként.